# Men in Trees
Men in Trees ist eine US-amerikanische Fernsehserie von Jenny Bicks mit Anne Heche in der Hauptrolle aus den Jahren 2006 bis 2008. In dieser Serie geht es um eine Buchautorin und Lebensratgeberin, die sich von ihrem untreuen Verlobten trennt und nach Elmo, einer fiktiven Stadt in Alaska, zieht, um einen Neuanfang zu starten. Elmo ist voller Single-Männer, sie sind an jeder Ecke zu finden und leben sogar in den Bäumen. In der ersten Folge geht die Buchautorin während dieser Überlegungen durch die Stadt und kommt an einem aufgestellten amerikanischen Gefahrenschild (orange Raute auf einer Spitze) mit dem Text „Men in Trees“ vorbei, welches vor Äste ausschneidenden Arbeitern warnt. Die Fernsehserie wurde um Vancouver in Kanada von Tree Line Films, Perkins Street Productions und NS Pictures, Inc. in Zusammenarbeit mit Warner Brothers Television produziert.

## Handlung
Die erfolgreiche Ratgeberautorin zum Thema „Liebe“, Marin Frist, steht kurz vor ihrer eigenen Hochzeit, als sie für einen Vortrag nach Elmo in Alaska reist. Auf dem Flug entdeckt Frist auf dem Notebook ihres Verlobten, das sie statt ihres eigenen mitnahm, Bilder ihres Verlobten mit einer anderen Frau und beschließt deshalb, sich von ihm zu trennen. In Elmo soll Marin Frist auf Betreiben des Radiomoderators und Hotelbesitzers Patrick Bachelor einen Vortrag vor der überwiegend männlichen Bevölkerung der Stadt halten. Aufgrund ihrer privaten Situation beschließt Frist, in Elmo zu bleiben und arbeitet für den Radiosender. Zudem schreibt sie an einem neuen Buch.
Für Frist ist es als New Yorkerin anfangs nicht leicht, sich an das Leben in der Kleinstadt und der Natur zu gewöhnen, integriert sich dann aber in die dortige Gemeinschaft. Dabei gibt sie vor allem Beziehungsratschläge und bringt unter anderem ihren nach Elmo gereisten Fan Annie O’Donnell mit Patrick Bachelor zusammen. Frist selbst beginnt eine Beziehung mit dem Biologen Jack Slattery, die turbulent ist und infolge der Veröffentlichung des ersten Abschnitts ihres neuen Buches zeitweilig zerbricht.

## Produktions- und Ausstrahlungsnotizen
Ursprünglich wurden 13 Episoden vom US-amerikanischen Fernsehnetzwerk ABC in Auftrag gegeben, die im Herbst 2006 ausgestrahlt werden sollten. Nachdem die ersten ausgestrahlten Episoden vom Publikum relativ gut aufgenommen worden waren, entschied man sich am 28. Oktober 2006 zunächst vier weitere Episoden bei Warner Brothers Television zu bestellen. Bereits eine Woche später, am 8. November 2006, entschied man sich, eine Back-nine-order für eine volle Staffel mit 22 Episoden in Auftrag zu geben und die verbleibenden Folgen nachzubestellen.
Am 12. Oktober 2007 hatte ABC mit der Ausstrahlung der zweiten Staffel begonnen.
Am 3. Dezember 2007 haben ORF 1 und SF zwei mit der Ausstrahlung der 1. Staffel im deutschsprachigen Raum begonnen. VOX zeigte die ersten elf Folgen der ersten Staffel ab 4. Januar 2008. Die Ausstrahlung wurde ab 14. März 2008 wegen schlechter Quoten unterbrochen. Am 9. Juli 2008 wurde die Ausstrahlung jedoch wieder aufgenommen. Nach einer Wiederholung der gezeigten Folgen der ersten Staffel schlossen sich nahtlos die neuen Folgen an; allerdings wechselte die Serie ab dem 1. Oktober 2008 wieder auf den Sendeplatz um 23 Uhr. Auch SF zwei setzte die Ausstrahlung ab, da die Serie keinen hinreichenden Erfolg hatte. ORF 1 beendete die Serie ebenfalls vorzeitig.
Ein genauer Termin für das Erscheinen der 1. Staffel auf DVD wurde bislang nicht bekannt gegeben.
Am 4. Mai 2008 wurde die Serie offiziell von ABC nach zwei Staffeln mit insgesamt 36 Folgen eingestellt. Begründet wurde die Entscheidung mit mangelnden Einschaltquoten. Da sich dies bereits abzeichnete, wurden für das Ende zwei Versionen gedreht (Staffel- bzw. Serienende).

## Synchronisation
Die Serie wurde bei der Berliner Synchron vertont. Marc Boettcher schrieb zusammen mit Heike Schroetter die Dialogbücher und führte die Dialogregie.

### Hauptbesetzung
| Rolle             | Schauspieler      | Hauptrolle | Synchronsprecher   |
| ----------------- | ----------------- | ---------- | ------------------ |
| Marin Frist       | Anne Heche        | 1.01–2.36  | Ulrike Stürzbecher |
| Ben Thomasson     | Abraham Benrubi   | 1.01–2.36  | Tilo Schmitz       |
| Annie O’Donnell   | Emily Bergl       | 1.01–2.36  | Giuliana Jakobeit  |
| Jane Burns        | Seana Kofoed      | 1.01–2.36  | Cathlen Gawlich    |
| Sara Jackson      | Suleka Mathew     | 1.01–2.36  | Arianne Borbach    |
| Patrick Bachelor  | Derek Richardson  | 1.01–2.36  | Ozan Ünal          |
| Celia Bachelor    | Cynthia Stevenson | 1.01–2.36  | Martina Treger     |
| Theresa Thomasson | Sarah Strange     | 1.01–2.36  | Katja Nottke       |
| Mai Washington    | Lauren Tom        | 1.01–2.36  | Mey Lan Chao       |
| Jack Slattery     | James Tupper      | 1.01–2.36  | Viktor Neumann     |
| Buzz Washington   | John Amos         | 1.01–2.36  | Uli Krohm          |

### Nebenbesetzung
| Rolle           | Schauspieler    |           | Synchronsprecher          |
| --------------- | --------------- | --------- | ------------------------- |
| Jerome Robinsky | Timothy Webber  | 1.01–2.36 | Jan Spitzer               |
| Carl            | Adrian McMorran | 1.01–2.36 |                           |
| Lynn Barstow    | Justine Bateman | 1.01–2.36 | Heide Domanowski          |
| Richard Ellis   | Currie Graham   | 1.01–2.36 | Stefan Gossler            |
| Sam Soloway     | Ty Olsson       | 1.01–2.36 | Olaf Reichmann            |
| Stuart Maxson   | Jason O’Mara    | 1.01–2.36 | Marcus Off                |
| Julia Switzer   | Kelli Williams  | 1.01–2.36 | Peggy Sander              |
| Cash            | Scott Elrod     | 1.15–2.36 | Jaron Löwenberg           |
| Eric            | Nicholas Lea    | 1.17–2.36 | Sebastian Christoph Jacob |